# 緋剣のバリアント
『緋剣のバリアント』（ひけんのバリアント）は、小山タケルによる日本のライトノベル。イラストはマニャ子が担当している。富士見ファンタジア文庫（富士見書房）にて2012年11月から2013年3月まで刊行された。第24回前期ファンタジア大賞銀賞受賞作。

## あらすじ
世界に7本存在する霊樹を崇めている大陸世界を舞台に、霊樹イリューネの調査中に少年・アーカイルドと霊樹師の少女・ニキの出会いと、霊樹を巡る物語を描いている。

## 登場人物
アーカイルド＝テンゼン
ニキが調査中に出会った少年。「バリアント」を名乗っている。赤髪で、赤色系統の外套を身に着けている。
ニキ＝ミスクライラ
国家霊樹師の少女。国家連合の一員である証を携帯している。5000年以上に渡って育っている霊樹「イリューネ」の調査中にアーカイルドと出会う。

## 評価
第24回前期ファンタジア大賞を銀賞を受賞した（受賞時のタイトルは「森の樵（ランバージャック）は陽気に笑う」）。同賞で審査員を務めた葵せきなは本作を以下のように評している。

## 既刊一覧
- 小山タケル（著）・マニャ子（イラスト） 『緋剣のバリアント』 富士見書房〈富士見ファンタジア文庫〉、全2巻
  1. 2012年11月20日発売[3]、ISBN 978-4-8291-3821-2
  2. 2013年3月19日発売[4]、ISBN 978-4-8291-3869-4